# Besar Iseni
Besar Iseni (in macedone Бесар Исени?; Skopje, 18 gennaio 1997) è un calciatore macedone, centrocampista del Vushtrria.

## Carriera

### Club
Il 1º luglio 2017 viene acquistato a titolo definitivo dalla squadra macedone del Vardar.

### Nazionale
Debutta con la nazionale macedone Under-21 il 10 ottobre 2017 nella partita valida per le qualificazioni all'Europeo 2019, persa 1-0 contro Gibilterra.